# Centre de congrès de Caen
Pour les articles homonymes, voir Centre de congrès.
Le centre de congrès de Caen est un établissement municipal de spectacle et de congrès situé à Caen.

## Localisation
Situé sur l'avenue Albert-Sorel dans le quartier Centre ancien, face au stade Hélitas et entre les locaux du stade nautique Eugène-Maës et le Centre d'animation Prairie de Caen, proche des locaux de la Bibliothèque centrale, France 3 Normandie et de l'hôtel de ville. Il est construit à l'emplacement de l'ancienne foire-exposition.
Lors du conseil municipal du 30 mars 2015, l'opportunité de déplacer le centre des congrès dans le palais Fontette est évoquée sans qu'aucune décision ne soit prise à ce stade. Le 17 septembre 2019, il est annoncé lors d'une conférence de presse que l'ancien palais de justice sera reconverti en hôtel quatre étoiles et en centre d'affaires. Ce nouvel équipement, dont l'ouverture est attendue pour 2023, devrait remplacer l'actuel centre de congrès.

## Histoire
Le centre des congrès est composé d'une structure polyvalente imaginée par l'architecte normand Jean-Marie Chevalier, chargé du projet et de la construction du bâtiment en 1987. L'équipement est inauguré par le secrétaire d'État au tourisme le 13 novembre 1987.
Le 21 juin 1991, une extension de 1 000 m2 est inaugurée.

## Architecture
Le multiplexe comprend un amphithéâtre de 539 places, un espace multi-fonctionnel de plus de 1 000 m2, contient 6 à 9 salles d'ateliers aménageables pour différentes configurations sur 4 000 m2 d'espaces modulables.

## Autres événements
- La journée jobs d'été [6] juillet 2015
- Les Assises de la filière équine [7] septembre 2015
- Les Rencontres de la Santé[8] novembre 2015
- Marché de Noël décembre 2015[9]